# Mark Boal
Mark Boal (New York, 1973 –) amerikai újságíró, forgatókönyvíró és filmproducer. Legismertebb filmjéért, A bombák földjén-ért 2010-ben két Oscar-díjat nyert (legjobb eredeti forgatókönyv és legjobb film kategóriákban), valamint több fontosabb díjat és jelölést.

## Fiatalkora
Boal 1973-ban született New Yorkban. Középiskolai tanulmányait a Bronx High School of Science-ben végezte el, ahol az iskolai Beszéd és Vita Csoport (Speech and Debate Team) tagja volt. 1995-ben szerzett egyetemi diplomát az ohioi Oberlin College-ben.

## Pályafutása
Boal szabadúszó újságírókánt és forgatókönyvíróként kezdett dolgozni. Olyan magazinoknak írt cikkeket, mint a The Village Voice, Rolling Stone vagy a Playboy.
2004-ben "Halál és gyalázat" címmel cikket írt a Playboynak Richard T. Davis veterán meggyilkolásáról. Davist 25 éves korában, 2003. július 15-én, kevesebb, mint két nappal azután ölte meg három bajtársa, hogy hazatértek az iraki szolgálatból. A történet felkeltette Paul Haggis író-rendező figyelmét, és Elah völgyében címmel filmet készített belőle. A forgatókönyvön Boal és Haggis közösen dolgozott. A film igen pozitív kritikákat kapott, annak ellenére, hogy a közönség körében nem lett nagyon népszerű. A történetet jól ismerők szerint nem tett jót a mozinak, hogy jelentősen megváltoztatták a valós eseményeket. Boal ezen támadásokra úgy reagált, hogy ez "egy kitalált történet és ezért Paul [Haggis] és én úgy gondoltuk, hogy néhány helyen meg kell változtatni Lanny [Davis, az áldozat édesapja] történetét, hogy az sokkal általánosabb legyen."
2004-ben újságíróként csatlakozott az iraki háborúban szolgáló csapatokhoz és bombaszakértő egységekhez. Ekkor írta Jeffrey S. Sarver bombaspecialista őrmesterről "Az ember a bombaruhában" című cikkét, ami 2005 szeptemberében jelent meg a Playboy magazinban.
Az iraki élményeit felhasználva eredeti forgatókönyvet írt kitalált szereplőkről és kitalált történetről The Hurt Locker címmel. Ez alapján készült el 2009-ben A bombák földjén című háborús film Kathryn Bigelow rendezésében. A rendezőnővel már korábban is találkozott, amikor Bigelow egy 2002-es írása alapján televíziós sorozatot forgatott. Boal nemcsak a forgatókönyvírója volt a mozinak, hanem társproducere is.
2010-ben, öt nappal a 82. Oscar-gála előtt Jeffrey S. Sarver őrmester bejelentette, hogy bepereli a film producereit, mivel szerinte Mark Boal a főszereplőt és jóformán minden helyzetet róla, illetve tőle vett át. Sarver azt is hozzátette, hogy a "hurt locker" kifejezés is tőle származik.
A producerek szóvivője azt állította, hogy a forgatókönyv kitalált. Emellett a "hurt locker" kifejezést már 1966-ban is használták, a vietnámi háború idején. A frázist a katonaság már évtizedek óta használja. 2011. december 8-án bejelentették, hogy Sarver őrmester perét ejtette a bíróság és 187 000 dollár bírósági díj megfizetésére ítélték.
Jelenleg egy Triple Frontier című projekt forgatókönyvén dolgozik, melyet ismét Bigelow fog rendezni.

## Filmográfia
- Elah völgyében (2007): történetíró
- A bombák földjén (2009): forgatókönyvíró, producer
- Zero Dark Thirty (2012): forgatókönyvíró, producer

## Díjak és elismerések
| Év   | Film             | Díj |
| ---- | ---------------- | --- |
| 2009 | A bombák földjén | Oscar-díj (legjobb eredeti forgatókönyv) Oscar-díj (legjobb film) BAFTA-díj (legjobb eredeti forgatókönyv) BAFTA-díj (legjobb film) Writers Guild of America Award (legjobb eredeti forgatókönyv) Chicago Film Critics Association Award (legjobb eredeti forgatókönyv) Nantucket International Film Festival - "The Showtime Tony Cox Award" (forgatókönyvért) Jelölés — Satellite Award (legjobb eredeti forgatókönyv) Jelölés — Golden Globe-díj (legjobb forgatókönyv) |

## Fordítás
Ez a szócikk részben vagy egészben  a   Mark Boal című angol Wikipédia-szócikk ezen változatának fordításán alapul.  Az eredeti cikk szerkesztőit annak laptörténete sorolja fel. Ez a jelzés csupán a megfogalmazás eredetét és a szerzői jogokat jelzi, nem szolgál a cikkben szereplő információk forrásmegjelöléseként.